# Devhelp
Lo strumento Devhelp è un browser, sviluppato con la libreria GTK, per la visualizzazione delle API.

## Caratteristiche
Funziona nativamente con le gtk-doc (il formato standard utilizzato per la documentazione relativa alle API delle GTK+ e dell'ambiente GNOME).
Viene integrato in programmi di sviluppo pensati per questo ambiente, quali Glade e Anjuta ed è una fra le applicazioni ufficiali del progetto GNOME.
Devhelp usa, per il rendering delle pagine HTML contenenti la documentazione, un porting GTK+ di WebKit. Fino alle versioni precedenti la 0.22 veniva utilizzato Gecko, un motore per la gestione dei layout sviluppato dalla Mozilla Corporation e usato nel browser Firefox.